# Torta all'acqua
La torta all'acqua è un pan di Spagna a base di acqua, uova, farina e zucchero. 

## Descrizione
La torta all'acqua è un dolce leggero, dalla consistenza leggermente umida all'interno e di facilissima preparazione. Viene spesso indicata a coloro che soffrono di intolleranze al lattosio, oltre che a chi segue una dieta vegetariana. Il dolce può essere insaporito con il rum, il cacao, lo zucchero a velo, la frutta, la vaniglia e la scorza d'arancia. Una fetta di torta all'acqua contiene circa 225 calorie quando viene diviso in dodici parti.

## Varianti
La torta all'acqua può anche essere preparata utilizzando uno stampo per ciambelle al posto di quello tradizionale per torte.